# Parčić (miasto Drniš)
Parčić – wieś w Chorwacji, w żupanii szybenicko-knińskiej, w mieście Drniš. W 2011 roku liczyła 119 mieszkańców.